# Tatevik Sazandaryan
Tatevik Sazandaryan (1916-1999), fue una mezzosoprano de ópera soviética y armenia que se convirtió en miembro del Sóviet Supremo de la Unión Soviética en 1958. Actuó como solista en el Teatro de la Ópera de Ereván de 1937 a 1961.

## Biografía
Nacida el 2 de septiembre de 1916 en Khndzoresk, actual provincia de Syunik, Sazandaryan creció en Bakú, cantando como solista en el coro de la escuela desde los 10 años. A los 16 años se mudó a Moscú, donde se presentó en una serie de actuaciones de aficionados. Estudió en Moscú con Ruben Simonov. Comenzó a actuar en conciertos en 1933. Luego regresó a Armenia donde estudió en la escuela de música y teatro de Ereván. En 1937, se convirtió en solista en el Teatro de la Ópera de Ereván. Se la recuerda en particular por interpretar a Parandzem en la ópera Arshak II de Tigran Chukhacheán y a Tamar en David Bek de Armen Tigranian. También interpretó papeles protagónicos en Carmen, Aida y Eugene Onegin. 
Falleció en Ereván el 6 de octubre de 1999. En mayo de 2017, se celebró un concierto conmemorativo en su honor en el Teatro Nacional de Ópera y Ballet de Ereván.

## Premios
Sazandarian fue honrada con muchos premios, incluido el Premio Estatal de la URSS (1951) y la Orden de San Mesrop Mashtots (1997). En 2016 se emitió un sello en el centenario de su nacimiento. Se la muestra en el papel de Almast en la ópera de ese nombre de Alexander Spendiaryan.